# Sava van Servië
Sava van Servië (Servisch: Свети Сава, Sveti Sava) (1175 - 12 januari 1236) is een christen-orthodoxe heilige, en was de eerste orthodoxe aartsbisschop van Servië en de stichter van de Servisch-orthodoxe Kerk. Hij werd geboren in Ras, de toenmalige hoofdstad, als Rastko Nemanjić, jongste zoon van grootžupan Stefan Nemanja van Servië en Anna van Bosnië.

## Leven
Rastko werd op 15-jarige leeftijd župan van Hum (Herzegovina), maar ging op zijn 16e jaar in het klooster Panteleimon, een Russisch klooster op de Athosberg in Griekenland, en daarna naar Vatoped, een Grieks klooster, waar hij monnik werd.
Zijn vader, grootžupan Stefan Nemanja, voegde zich bij hem in 1197 onder de naam Simeon. Na diens dood in 1200, trok Sava zich terug in een ascese klooster in Kareja, dat hij zelf had gebouwd in 1199. In 1208 keerde hij naar Servië terug om een einde te maken aan de burgeroorlog tussen zijn broers Vukan en Stefan. In 1214 slaagde hij erin de veldtocht van de Bulgaarse bojaar Strez tegen Servië te beëindigen. Na een gesprek met Sava stierf Strez in de nacht, waarschijnlijk vergiftigd. In het jaar 1217 keerde Sava terug naar de Athos.
In 1219 haalde hij de patriarch van Byzantium over hem aan te stellen als eerste aartsbisschop van Servië, wat hij bleef tot 1233 toen hij het ambt doorgaf aan zijn leerling Arsenije van Srem (Sirmië). In 1236, tijdens zijn tweede pelgrimstocht naar Jeruzalem, stierf hij aan een longontsteking in Veliko Tarnovo, waar hij ook begraven werd. Later werden zijn restanten overgebracht naar het klooster Mileseva in Zuid-Servië. 360 jaar later werden ze opgegraven door de Ottomaanse Turken, en openbaar verbrand in Belgrado.

## Betekenis
De Heilige Sava is de stichter van de Servisch-orthodoxe Kerk, en is daarom ook een van de belangrijkste heiligen in Servië. Hij is tevens de patroonheilige van onderwijs en geneeskunde. Zijn herdenkingsdag is 27 januari. In 1985 werd begonnen aan de bouw van de kathedraal van de Heilige Sava te Belgrado, op de plaats waar zijn beenderen verbrand werden; deze werd voltooid in 2004.
Tot Sava's belangrijkste stichtingen behoren de stichting van het klooster Hilandar, dat hij samen met zijn vader Stefan Nemanja, de latere monnik Simeon stichtte, het klooster Žiča in Servië (dat tot 1253 de zetel van de orthodoxe aartsbisschop bleef), het Aartsengelenklooster nabij Jeruzalem en een ziekenhuis voor orthodoxe pelgrims in Akko.
Zijn belangrijkste geschreven werken zijn de Viten, die hij schreef voor zijn gestorven vader, het Typikon, de kloosterregels voor hij klooster Hilandar, en het Krmčija (Boek van de stuurman), het eerste geschreven Servische wetboek en een vertaling van de Byzantijnse Nomokanon.
De Serven eerden Sint-Sava in 1883 met de naar hem genoemde Orde van Sint-Sava.